# Деформована робітнича держава
Деформо́вана робітни́ча держа́ва — термін троцькістської політичної теорії, що описує природу СРСР та інших офіційно соціалістичних країн, згідно з якою вони являли собою робітничі держави, що перебували під владою бюрократії. Ця теорія виступає як проти теорії соціалізму в окремо взятій країні, котра стверджувала, що СРСР і країни «східного блоку» є соціалістичними державами, так і проти різних критичних щодо цих концепцій — теорій державного капіталізму, бюрократичного колективізму, нового класу та інших. Стосовно СРСР спочатку використовувався термін ви́роджена робітни́ча держа́ва.
Питання про соціальну природу радянської держави постало всередині Лівої опозиції вже наприкінці 1920-х років, коли її члени були виключені з ВКП(б) і перебували у засланнях. Позиція Лева Троцького та його прихильників проходила різні етапи, оформлялася протягом 1920–1930-х років і була найповніше сформульована у 1936 році у книзі «Зраджена революція» з підзаголовком «Що таке СРСР і куди він іде». Також ці погляди формулювалися у низці статей, що виходили у Бюлетені опозиції у 1937—1940 роках. Розробкою теорії деформованої робітничої держави також займалися Джеймс Патрік Кеннон, П'єр Франк, Ернест Мандель, Тед Ґрант та інші.

## Загальний опис концепції
Лев Троцький вважав, що повсталий в СРСР після Жовтневої революції 1917 режим пролетарської диктатури заклав соціалістичний базис держави, націоналізувавши засоби виробництва. Проте протягом приблизно 1923—1929 років радянська бюрократія, на думку Троцького, здійснила переворот, експропріювавши владу панівного класу — пролетаріату. Троцький і його прихильники, однак, не перестали вважати СРСР робітничою державою — на їхню думку, Радянський Союз був бюрократично деформованою або виродженою робітничою державою. Лев Троцький розглядає радянську бюрократію як касту, але не новий клас.
Як одну з причин виникнення цієї касти Троцький у своїй книзі «Зраджена революція» називає виділення «привілейованих груп, найбільш потрібних для оборони, для промисловості, для техніки та науки» у складних умовах кінця 1910-х – початку 1920-х років — нерозвиненої промисловості, громадянської війни, тиску капіталістичних держав, відсутності будь-якої допомоги із Заходу. При цьому він зазначає, що «величезні економічні успіхи останнього періоду вели не до пом'якшення, а навпаки, до загострення нерівності, і водночас — до подальшого зростання бюрократизму, який нині з «перекручення» перетворився на систему управління».
Серед причин приходу до влади в партії та Радянському Союзі бюрократії Троцький бачить загибель багатьох свідомих комуністів у роки громадянської війни та відсутність у масах навичок самоврядування. Крім того: «Неабияку роль у формуванні бюрократії відіграла демобілізація мільйонної Червоної армії: переможні командири зайняли провідні посади в місцевих радах, у господарстві, у шкільній справі, і наполегливо запроваджували всюди той режим, який забезпечив успіхи у громадянській війні. Так, з усіх боків маси поступово відсторонялися від фактичної участі в керівництві країною».
У «Перехідній програмі », що стала основним програмним документом Четвертого інтернаціоналу в 1938 році, говорилося таке:
|  | Радянський Союз вийшов із жовтневої революції як робітнича держава. Одержавлення засобів виробництва, необхідна умова соціалістичного розвитку, відкрило можливість швидкого зростання продуктивних сил. Апарат робітничої держави піддався тим часом повному переродженню, перетворившись зі зброї робітничого класу на зброю бюрократичних насильств над робітничим класом і чим далі, тим більше на знаряддя саботажу господарства. Бюрократизація відсталої та ізольованої робітничої держави та перетворення бюрократії на всесильну привілейовану касту є найпереконливішим — не теоретичним, а практичним — спростуванням соціалізму в окремій країні |

На думку Троцького, пролетаріат для того, щоб повернути собі владу та контроль над узагальненими засобами виробництва, має здійснити політичну революцію, зберігши економічний базис радянської держави. В іншому випадку перемога та зміцнення влади бюрократії, яка все більше розширює власні привілеї та збільшує соціальну нерівність, призведе до реставрації капіталізму. У «Перехідній програмі» йшлося:
|  | Режим СРСР містить у собі […] жахливі протиріччя. Але він продовжує залишатися режимом виродженої робітничої держави. Таким є соціальний діагноз. Політичний прогноз має альтернативний характер: або бюрократія, яка все більше стає органом світової буржуазії в робітничій державі, перекине нові форми власності й одкине країну до капіталізму, або робітничий клас розгромить бюрократію і відкриє вихід до соціалізму |

## Соціальна природа СРСР
Як зазначалося, Лев Троцький розглядає радянську бюрократію як специфічну касту, але не нового класу. У «Зрадженій революції» Троцький описує існуючу в Радянському Союзі соціальну нерівність і велику кількість привілеїв у радянської бюрократії. Тим не менш, він стверджує, що панівна в СРСР бюрократія не має ознак класу: 
|  | Класи характеризуються своїм місцем у суспільній системі господарства, насамперед — своїм ставленням до засобів виробництва. У цивілізованих суспільствах відносини власності закріплені у законах. Одержавлення землі, засобів промислового виробництва, транспорту та обміну при монополії зовнішньої торгівлі становить основу радянського суспільного устрою. Цими відносинами, закладеними пролетарською революцією, визначається нам, переважно, природа СРСР, як пролетарської держави |

На думку Троцького, бюрократія немає ознак панівного класу: 
|  | Спроба уявити радянську бюрократію, як клас „державних капіталістів“ явно не витримує критики. У бюрократії немає ні акцій, ні облігацій. Вона вербується, поповнюється, оновлюється як адміністративної ієрархії, незалежно від будь-яких особливих, їй властивих відносин власності. Своїх прав на експлуатацію державного апарату окремий чиновник не може передати у спадок. Бюрократія користується привілеями як зловживання |

Саме тому, як вважає Троцький, бюрократія прагне ліквідації завоювань Жовтневої революції та реставрації капіталізму — їй необхідно юридично закріпити свої права на власність.
З цієї причини він використовує як опис захоплення бюрократією влади поняття «радянський термідор» за аналогією з подіями часів Великої французької революції. Термідоріанський переворот, що стався у Франції в липні 1794 проти радикальної частини якобінців призвів до встановлення влади помірних груп Конвенту. Проте переворот 1794 року, як і переворот 18 брюмера 1799 року, що поставив на чолі Франції Наполеона Бонапарта, не призвели до ліквідації буржуазного ладу, встановленого революцією, і до відновлення феодальної власності. В умовах соціальної нестабільності та можливої феодальної контрреволюції, в ім'я збереження прав приватної власності та інших завоювань Французької революції, правлячий клас Франції — буржуазія — спиралася на безпосередню владу військової верхівки на чолі з Наполеоном Бонапартом.
Використовуючи цю аналогію, Троцький вважав, що режим, який установився в Радянському Союзі, є за своїм характером бонапартистським. Тобто панівний клас — у цьому випадку пролетаріат — виявився відстороненим від влади бюрократією. Хоча ця бюрократія має власні привілеї та прагне зрештою до реставрації капіталізму в СРСР, поки що підтримує націоналізовані засоби виробництва, монополію зовнішньої торгівлі та інші завоювання Жовтневої революції, вона виражає інтереси панівного класу, хоч і відстороненого від влади, — пролетаріату.

## Радянський Союз у війні
Протягом усіх 1930-х років Троцький пише про небезпеку майбутньої світової війни та необхідність підтримки СРСР у ній. Ряд статей було написано ним у 1937—1938 роках у рамках дискусії в американській Соціалістичній робітничій партії. У майбутній війні Троцький виступає за «безумовну підтримку СРСР» як робітничої держави, хоч і деформованої. Це виходить з необхідності захисту соціального базису СРСР, закладеного Жовтневою революцією.
У січні 1937 року Лев Троцький писав: 
|  | Багато моїх колишніх політичних друзів у різних країнах, обурені політикою сталінської бюрократії, приходили до висновку, що ми не можемо брати на себе обов'язок „безумовного захисту СРСР“. На це я заперечував, що не можна ототожнювати бюрократію та СРСР. Новий соціальний фундамент СРСР необхідно, безумовно, захищати від імперіалізму. Бонапартистська бюрократія буде скинута трудящими масами лише тому випадку, якщо вдасться захистити основи нового економічного режиму СРСР |

Питання «захисту СРСР» виявлявся для Троцького пов'язаним із питанням «політичної революції у СРСР». Ба більше, у Перехідній програмі та низці інших документів того періоду він описує перспективу майбутньої війни, яка мала б завершитися світовою революцією та політичною революцією в СРСР.

## Розвиток теорії після війни
Поширення впливу СРСР на країни Східної Європи поставило перед Четвертим інтернаціоналом необхідність аналізу які у них режимів. 1951 року відбувся третій світовий конгрес інтернаціоналу, який дійшов до визначення посталих у цих країнах режимів, як деформованих робітничих держав. Економічні перетворення в них, на думку, членів Четвертого інтернаціоналу, мали соціалістичний характер. Одночасно в цих державах спочатку встановлювався бюрократичний режим, подібний до радянського.
Один з лідерів Четвертого інтернаціоналу П'єр Франк у своїй доповіді на конгресі говорив: 
|  | Ми вважаємо, що держави буферної зони [тобто східноєвропейські держави] не є капіталістичними і, подібно до СРСР, є в основі своїй, тобто у сфері відносин власності та виробництва, - Робітничими державами. Зміни, які були зроблені в їхніх економіках, — розширення націоналізації та планування у всіх сферах економіки, що принципово відрізняє їх від капіталістичних держав. Здійснене в цих країнах не є суто кількісним зростанням націоналізації, як це сталося в деяких капіталістичних країнах, але є якісним перетворенням економіки. Це стосується не тільки важкої та легкої промисловості, які були націоналізовані та включені в систему планування, але й до банків, усього транспорту та торгівлі, зовнішньої та внутрішньої, оптової та роздрібної торгівлі, значною мірою, принаймні |

Більшість троцькістів наразі прилічує до деформованих робітничих держав Кубу, Китайську Народну республіку, Північну Корею та В'єтнам. Деякі, зокрема, Вільна соціалістична партія (США), вважають, що КНР нині перебуває на шляху реставрації капіталізму, інші — що він там уже реставрований, і навіть, можливо, раніше, ніж у колишньому СРСР.

## Критика теорії та дискусії

### Дискусія в СРП США у 1939—1940 роках
Як уже зазначалося, до 1937—1938 років належать статті Лева Троцького, в яких він говорить про перспективи СРСР у наближуваній світовій війні. Саме навколо цієї теми і розгортається дискусія, переважно в американській Соціалістичній робітничій партії, між Троцьким та його прихильниками, з одного боку, та Максом Шехтманом, Мартіном Ейберном та Джеймсом Бернхемом, з іншого. Критика підходу Троцького до природи СРСР розвивалася в американській секції Міжнародної лівої опозиції із середини 1930-х років. Протягом 1939-1940 років у журналі New International був опублікований ряд статей: «Інтелектуали відступають»  (січень 1939, автори — Бернгем, Шахтман), «Критика в американській партії. — Відкритий лист у відповідь т. Троцькому» (березень 1940, автор — Шахтман) та «Радянський Союз та світова війна» (квітень 1940 року, автор — Шахтман).
У статті «Радянський Союз і світова війна» Макс Шахтман стверджував, що СРСР у майбутній світовій війні виступить як «невід'ємна частина одного з імперіалістичних таборів». Якщо конкретніше, то осі Рим — Берлін. У статті Шахтман писав: 
|  | Сталінська машина — це робітнича аристократія, що розвинулася найвищою мірою до нової та нечуваної влади. Звичайно, її амбіції, надії, апетити обмежуються, але не просто економічною базою, на якій вона знаходиться, але, перш за все, її підлеглим становищем у світовій політиці та економіці. Цей „агент імперіалізму“ має свої власні імперіалістичні цілі та амбіції. Ці цілі не мають того ж коріння, що й британський імперіалізм, але вони існують. Сталінська бюрократія не відвертається від придбання нафтових свердловин Західної України, мідних та нікелевих копалень у Фінляндії, запасів продовольства, … кваліфікованих і напівкваліфікованих робітників на окупованих територіях, і — це аж не менш важливо, — ширших основ для розширення своєї бюрократичної влади… |

Таким чином радянська бюрократія розглядалася тоді Шахтманом у ролі імперіаліста, але другого порядку. Ті ж міркування належать до питання про націоналізовану власність, яка, як пише Шахтман, критикуючи Троцького, «не є прогресивною сама собою».
Тоді ще Шахтман, Бернгем і Аберн не додержувалися якоїсь цілісної теорії щодо соціального характеру СРСР. Сформованіші погляди на природу Радянської держави пропонував Бруно Ріцці, який випустив 1939 року книгу «Бюрократизація світу». Саме він уперше запропонував термін «бюрократичний колективізм». Згодом Шахтман, Бернхем та Аберн дійшли подібних поглядів.